# Matías Alinovi
Matías Javier Alinovi (Buenos Aires, 1972) es un escritor y físico argentino. En el 2021, se convirtió en el ganador de la primera edición del Premio Internacional de Cuento Abelardo Castillo.

## Biografía
Matías Javier Alinovi nació en 1972 en la ciudad de Buenos Aires, Argentina. Entre 1996 y el 2006, vivió en París. Se licenció en Ciencias Físicas por la Universidad de Buenos Aires.
En los años 2006 y 2009, respectivamente, publicó sus dos primeros libros, Historia de la energía e Historia de las epidemias, de divulgación científica. En el 2009, editó su tercer libro, Historia universal de la infamia científica.
En el 2013, publicó su primera novela, La Reja, que narra la ocupación ilegal de una propiedad y la recuperación que hace su dueño de ella. El texto, que ficciona su propia experiencia en aquella localidad, fue bien recibido por la crítica.
En el 2016, publicó su segunda novela, París y el odio, acerca del viaje de un argentino a la capital francesa. Un año después, en el 2017, editó el libro infantil El secreto de Borges.
En el 2021, se convirtió en el ganador de la primera edición del Premio Internacional de Cuento Abelardo Castillo. Ese mismo año, obtuvo el segundo puesto en el concurso de cuentos del Fondo Nacional de las Artes.

## Obra

### Novela
- La Reja (2013, Alfaguara)
- París y el odio (2016, Entropía)

### Infantil
- El secreto de Borges (2017, Pequeño Editor)

### Divulgación
- Historia de la energía (2007, Capital Intelectual)
- Historia de las epidemias (2009, Capital Intelectual)
- Historia universal de la infamia científica (2009, Siglo XXI)

## Premios
- 2021: Premio Internacional de Cuento Abelardo Castillo.[15]